# Mister Terrific (DC Comics)
Mister Terrific (conocido en Hispanoamérica como Señor Terrífico) es el nombre compartido por dos superhéroes ficticios que aparecen en los cómics publicados por DC Comics. Ambos personajes destacan por su alto nivel de inteligencia, habilidades físicas excepcionales y un fuerte sentido del deber ético, reflejado en su lema distintivo: “Fair Play” (“Juego limpio”). El primero, Terry Sloane, creado por el guionista Charles Reizenstein y el dibujante Mort Meskin, debutó en Sensación Comics #1 en enero de 1942. Era un millonario prodigio con una memoria fotográfica, experto en múltiples disciplinas y comprometido con combatir la delincuencia juvenil. Fue miembro de la Sociedad de la Justicia de América y es recordado como uno de los primeros superhéroes sin superpoderes. El segundo Mister Terrific, Michael Holt, creado por el guionista John Ostrander y el dibujante Tom Mandrake, apareció por primera vez en Suicide Squad Vol. 1 # 50 en octubre de 1997 y representa una reinvención moderna del personaje. Científico brillante y atleta olímpico, Holt diseñó las T-Esferas, avanzados dispositivos tecnológicos que complementan su combate contra el crimen. También ha sido miembro destacado de la Sociedad de la Justicia y se ha consolidado como uno de los héroes más inteligentes del Universo DC.
Ambos personajes han tenido importantes roles dentro del canon superheroico de DC y han aparecido en varias adaptaciones para televisión, animación y videojuegos. El actor Edi Gathegi interpretará a Michael Holt en el Universo DC (DCU), apareciendo por primera vez en la película Superman (2025).

## Biografía de los personajes

### Terry Sloane, Mr. Terrific de la edad de oro
El primer Mister Terrific fue Terry Sloane, conocido por ser el Mister Terrific de la edad de oro, era un hombre que se hizo multimillonario filántropo, que a pesar de su falta de poderes, los compensaba con una increíble memoria fotográfica, con unas impresionantes habilidades atléticas de nivel olímpico, y dominio de artes marciales, y un Polímata. Después de graduarse de la universidad a los 13 años, con el tiempo se convirtió en un exitoso empresario de renombre que fue reconocido en todo el mundo. Habiendo cumplido todas sus metas, sintió que no había retos que quedasen por realizar en su vida, por lo que se dedicaría hacia las tendencias suicidas. Sin embargo, al ver a una mujer joven que saltó desde un puente, Sloane reaccionó rápidamente y salvó a la mujer, quien se llamaba Wanda Wilson. Sloane ayudó a su hermano, que había sido atrapado por una pandilla, esto le permitió adoptar una identidad como superhéroe, al hacerse llamar a sí mismo como Mister Terrific. Esto le proporcionó lo que había faltado; un sentido de logro. Luego creó el "Club Fair Play", como una fundación en la que buscaba frenar la creciente delincuencia juvenil. También se convirtió en un miembro activo de la Sociedad de la Justicia de América hasta que el equipo se disolvió cuando el Comité de Actividades Antiamericanas con su caza de brujas anticomunistas les ordenó revelar sus identidades secretas o disolverse. Al final, optaron por este último para protegerse a sí mismos y a sus familias de posibles represalias por parte de aquellos que habían luchado en el pasado si sus identidades se llegaban a conocer. Tras la disolución de la JSA, Mr. Terrific se retiró de su carrera superheroica siguiendo los pasos de sus compañeros.
Años más tarde, Sloane saldría de su retiro y se volvió a unir a una reformada Sociedad de la Justicia de América. Mientras asistía a las reuniones anuales con la Liga de la Justicia de América, fue asesinado por su antiguo enemigo, el Rey de los Espíritus, que había poseído el cuerpo de Jay Garrick para poder infiltrarse en el satélite de la JLA.

### Michael Holt, Mr. Terrific de la Edad Moderna
En 1997, aparecería un nuevo Mister Terrific, en las páginas de El Espectro, donde el manto de Mister Terrific pasó a un afroamericano llamado Michael Holt, un hombre igualmente talentoso que tiene cinco cinturones negros en artes marciales, ganó el Decatlón Olímpico y tiene muchos grados y doctorados en un amplio campo de diferentes carreras. Contempló la muerte accidental de su esposa y su hijo que estaba por nacer, por lo que se encontró con el Espectro, de quien le habló de Terry Sloane. Inspirado por la historia de vida de Sloane, tomó el manto como el nuevo "Mister Terrific" Más tarde, iniciando su carrera superheroica que le permitió tarde unirse a la Sociedad de la Justicia de América, y con el tiempo se convirtió en su presidente. Él es el inventor de la tecnología llamada las Esferas-T, unos dispositivos en miniatura que posee un sistema de Inteligencia Artificial que controla con su máscara y auriculares. Las Esferas-T le permite volar, crear imágenes holográficas, crear proyecciones de luz, liberar cargas eléctricas, enlazarse a computadoras y satélites con la tecnología GPS, y constantemente Holt utiliza una tecnología adicional que le permite utilizar tecnología Stealth para evitar la detección y su registro de su imagen en cualquier medio tecnológico u orgánico, por lo que prácticamente se vuelve invisible para todo, excepto a la vista humana. En el pasado, la ha utilizado para reconocimiento, infiltración, espionaje y recuperación de información, almacenamiento, y a menudo multipropósito, sus Esferas-T le permite hacer diferentes tareas a la vez. También puede usar sus Esferas-T en combate, al utilizar proyectiles y ha declarado que las utiliza como una forma de combatir amenazas y que al combatir contra un rival puede acelerar instantáneamente a 14 millas por segundo (50.400 mi/h) por lo que cuando golpea a algún oponente, causaría una tremenda liberación de energía, llegando aproximadamente al 70% de su ser corpóreo convertirse en un ser de plasma supercaliente como para licuar al atacante. Si esto realmente ha llegado a ser probado o si es una luz de lo que realmente puede hacer es desconocido, por lo que teniendo en cuenta que su oponente no sea real, y mucho menos estando con vida, Mr. Terrific no habría tenido dificultades morales en el uso de esta última opción si llegase el momento de acceder como último recurso. Si bien como parte de su vestuario, Mr. Terrific tiene al menos 3 Esferas-T en órbita alrededor de su cuerpo en todo momento e incluso, ha llegado a tener hasta diez. También es considerado como la tercera persona más inteligente viva.
Holt sirvió como el rey blanco en el reestructurado Checkmate, pero finalmente regresó a sus deberes a tiempo completo con la JSA. Sin embargo, Holt fue aparentemente asesinado en las páginas de Sociedad de la Justicia de América Vol.3 #30/31 (agosto / septiembre de 2009), pero volvió a la vida poco después.

## Los Nuevos 52
En 2011, Holt tuvo su propia serie de historietas de Mister Terrific, siendo parte de Los nuevos 52, pero duró poco tiempo, temrinando en 2012 después de 8 números. Desde entonces ha estado apareciendo en las páginas de la historieta denominada Tierra 2, después de la cancelación de su serie, junto con la nueva encarnación de Terry Sloane. A su vez, en la modernización de los personajes de la edad de oro, Terry Sloane fue mostrado como un antiguo héroe que se corrompió y se volvió un supervillano sirviendo a la invasión de Darkseid en Tierra-2.

## Poderes y habilidades
- Terry Sloane: No posee ningún superpoder, pero posee intelecto del nivel de un genio, maestro en artes marciales, atleta de nivel olímpico y memoria fotográfica. Terrence Sloane era un genio y experto en numerosos campos de ciencia y otros temas académicos que incluían música, historia del arte, balística, navegación y geografía. Poseía además habilidades como entrenador de animales, ventrílocuo, hipnotismo y en el arte del disfraz entre otros muchos.
- Michael Holt: No posee ningún superpoder, pero posee intelecto del nivel de un genio, Atléta de nivel olímpico, Maestro en artes marciales, Utiliza tecnología que le permite no ser detectado por la tecnología moderna. Desarrolló nanotecnología tanto en su máscara como su traje, que le permite mejorar una variedad de sentidos, comunicación y funciones que recupera en su base de datos en las llamadas Esferas-T, que funcionan como un ordenador, una unidad de proyección holográfica, armas, proyectiles, y otros numerosos usos.

## Otras versiones
- En Kingdom Come, Alex Ross dibujó a un Mister Terrific utilizando armas de fuego de gran tamaño, usando hombreras y otros pertrechos militares. Seguía luciendo el logotipo de "Fair Play", pero muestra poca idea de sus significados verdaderos u originales.

- Otra versión fue retratada en las páginas de la JSA: Liberty Files y su secuela JSA: The Unholy Three. Aquí, Terry Sloane fue retratado como agente miembro de inteligencia de la Segunda Guerra Mundial transferido para la mesa de trabajo, hasta la prematura muerte de su prometida por la versión del Espantapájaros. Él fue visto portando una variación del clásico traje "Fair Play" y utilizando un estoque.

## Personajes similares
- En las páginas de la miniserie de historietas JSA All-Stars en un capítulo que se centra en Mister Terrific, el hermano de Terry llamado Ned, aparece con un traje vestido como si fuese el anti-Mister Terrific, en el que se hacía llamar doctor Nil, con el fin de irritar a su hermano.

- En Villanos Unidos #5, un nuevo villano que se hace llamar Mister Terrible  aparece como miembro del ejército de criminales de Deathstroke, quién llevaba una variación del traje de Michael Holt como Mister Terrific.

## Apariciones en otros medios
- Michael Holt apareció en la serie animada de la Liga de la Justicia Ilimitada como miembro, mientras que Terry Sloane hizo un cameo en Batman: The Brave and the Bold en un episodio alusivo a la Sociedad de la Justicia de América, Michael Holt también es mencionado en el telefilme Smallville: Absoluta Justicia y ha sido también mencionado en Michael Holt.
- En la serie Arrow aparece Curtis Holt interpretado por Echo Kellum a partir de la temporada 4. Desde la temporada 5 se convierte en Mr. Terrific. En la serie el personaje es homosexual y tiene un marido que es una versión masculina de su esposa en los cómics Paula (llamado Paul). Después de ser atacado por Prometeo, Paul descubre que su esposo es un justiciero y lo abandona.
- También hace su aparición en "La Liga de la Justicia vs los 5 letales", donde es parte de la Liga de la Justicia junto a Batman, Superman y la Mujer Maravilla.

- Mr. Terrific aparece en la película Superman (2025)  como Michael Holt interpretado por el actor Edi Gathegi.[8][9]